# Xã Scott, Quận Adams, Ohio
Xã Scott (tiếng Anh: Scott Township) là một xã thuộc quận Adams, tiểu bang Ohio, Hoa Kỳ. Năm 2010, dân số của xã này là 2.180 người.